# Underwater World, Qingdao
Pour les articles homonymes, voir Underwater World.
L'Underwater World de Qingdao (chinois : 青岛海底世界 ; pinyin : qīngdǎo hǎidǐshìjiè) est le plus vieil aquarium public de Chine. Il a ouvert en 1937. Il est l'un des seuls aquariums du monde à accueillir un requin-baleine.